# 大陵增十四
英仙座14，又名BD+43 566，HD 16901、SAO 38289、HR 800，是英仙座的一颗恒星，视星等为5.43，位于銀經143.31，銀緯-14.07，其B1900.0坐标为赤經2h 37m 34.2s，赤緯+43° -14.07′ 19″。